# Coleophora mediterranea
Coleophora mediterranea é uma espécie de mariposa do gênero Coleophora pertencente à família Coleophoridae.